# Sauraseni
El sauraseni, un dels pràcrits dramàtics, era la llengua més destacada de l'Índia medieval del nord, evolucionant en l'hindi, l'urdú i el panjabi. Tots els Jainacharya (monjos de rang superior) que pertanyen a la secta Digambara de jainisme escrivien les seves epopeies en sauraseni. Per exemple, el Shatkandaagama i el Ksyaayapahud són dues de les epopeies del jainisme més importants.